# سید احمد خاوری کاشانی
سید احمد خاوری کاشانی ملقب به فخرالواعظین و لسان‌الاسلام شاعر و سخنور آزادی‌خواه و ملای مشروطه‌خواه بود. او از اعضای انجمن سری آزادی‌خواهان، از فعالان ضد دیکتاتوری در دوران استبداد صغیر و از روزنامه‌نگاران و دولتمردان عصر مشروطه بود.

## زندگی شخصی
پدر خاوری «سید هاشم واعظ» از سادات حسینی کاشانی و مادرش حاصل وصلت میرمعصوم کوزه‌کنانی شاعر به‌نام قرن سیزدهم و برادرزاده ملک‌الشعرای صبا بود.
او در مقدمه «کتاب محمود» گزارش دوران جوانی خویش را این‌چنین نگاشته‌است:
در هیجده سالگی پا به منبر گذاشته و به ذکر اخبار و مراثی پرداختم و در نوزده سالگی به مساعدت پدر بار تأهل به دوش گرفتم. پس از ارتحال پدر به سبب گرفتاری به عیال و اولاد و احتیاج به امر معاش، به‌کلی مشغول امر منبر گشتم و کم‌کم به ممارثت در این فن کمالی به سزا یافتم، ممدوح بزرگان و محسود همگنان شدم، رطب و یابسم را وحی منزل دانستند، آب دستم را برای شفا و ثورم را به دفع ابتلا خوردند، خواب‌ها در بزرگواریم دیدند، کرامت‌ها برایم ذکر کردند؛ ولی با همهٔ ترقی پیوسته طبعم مایل به کسب ادبیات و سیر در تواریخ و دواوین شعرا بود.»
خاوری در ۱۳۱۶ قمری به تهران رفته و از جانب مظفرالدین شاه به «فخرالواعظین» و «لسان‌الاسلام» ملقب می‌شود. او در مورد وضعیت کشور در آن دوران می‌نویسد:
مملکت را چون خانه‌ای دیدم که جمعی در اطرافش با بیل و کلنگ بنیانش را خراب کنند و دسته‌ای دیگر از دزدان مشغول بردن ثروت این خانه باشند، و سکنه آن بعضی در خواب راحت و جمعی به عیش و نوش مشغول؛ و دسته‌ای با هم گرم زدوخورد باشند، و خدای خانه گاهی برای خفتگان ذکر خواب بخواند و گاهی با عیاشان همدست شود و زمانی دزدان را مدد کند و وقتی نزاع کنندگان را تحسین و مخربین را آفرین گوید.»
خاوری مدتی بعد به کاشان بازگشته و در اوج مبارزات مشروطه خواهان دوباره به تهران بر می‌گردد. عضویت در انجمن سری آزادی‌خواهان و همکاری با روزنامه مجلس مهم‌ترین فعالیت‌های او در این دوران است. او پس از افشای اعضای انجمن سری به کاشان تبعید می‌شود.
خاوری در دوران تبعید خانگی به همراه فخرالدین نراقی یک راهپیمائی مردمی از کاشان به قم را در حمایت از مهاجرت روحانیون مشروطه خواه (طباطبایی، بهبهانی و...) رهبری می‌کند که با پادرمیانی عضدالملک و بازگشت روحانیون به تهران آنان نیز به کاشان مراجعت می‌کنند.
او در دوران مشروطه صغیر وارد انجمن فاطمیه شده، در جشن افتتاح مجلس شورای ملی و درگیری‌های میدان توپخانه حضوری فعال داشته و در اول محرم ۱۳۲۷ قمری به کاشان باز می‌گردد... و «در راه به چند نفر از [لر|الوار] بر خورده، به جرم مشروطه خواهی قصد قتلم کردند، خداوند نجاتم داد».
با انتصاب میرزا باقرخان مکرم‌الدوله به حکومت کاشان او و دیگر آزادی‌خواهان از یک پشتیبان نیرومند برخوردار می‌شوند و حتی در هنگامه جنگ آذربایجان و آشوب اصفهان و قیام سرداران بختیاری و بلوای تهرانیان، وقتی قشون حکومت که در مسیر اصفهان به تهران در کاشان اتراق کرده بود:
مستبدین وقت را غنیمت شمرده، اعدام و افنای قاطبه احرار را عازم گشتند، هر ساعت رنگی تازه ریختند، و هر دم گربه‌ای از نو رقصاندند. افواج دولت را به قتل احرار تحریص و ترغیب نمودند، به‌ویژه آن بنده که برای کشتنم نیرنگ‌ها و حیله‌ها برانگیختند. با این همه دشمن آن حاکم عادل چنان از احرار حراست کرد که گرد به دامان هیچ‌یک ننشست و ذره‌ای از شرف کسی کم نشد.
تا چندی بعد که «نور کوکب مشروطه از مشرق ایران طالع و ظلمت استبداد از ساحت مملکت زائل گشت و مفتخواران ذلیل و خوار شدند».
اما پس از آن نیز با تصرف کاشان توسط نایب حسین و اشرار هوادار او خاوری ناگزیر از گریز به تهران می‌شود (چند روز بعد قوای بختیاری شهر را آزاد می‌کنند) و او فعالیت روزنامه‌نگاری و کمک به دولت مشروطه را در پایتخت پی می‌گیرد.
خاوری در 28 محرم سال 1333 هجری قمری در کاشان دارفانی را وداع گفت  و در ایوان شمالی زیارت پنجه شاه کاشان دفن گردید.
در تاریخ 96/11/11  همزمان با سالروز وفات حضرت فاطمه زهرا ( س) به همت خانم دکتر سپهرنژاد ( از نوادگان آن مرحوم ) و با همکاری ریاست محترم اداره اوقاف شهرستان کاشان و آقای مهندس مرتضی حافظیان، سنگ قبر مرحوم خاوری کاشانی که در چند سال قبل تخریب شده بود با سنگ جدیدی که حاوی تصویر، زندگی‌نامه و سوابق فرهنگی اجتماعی ایشان می‌باشد  تعویض شد.

## ترور اتابک و مزار عباس آقا تبریزی
برگزاری مراسم باشکوه چهلمین سالروز قتل علی اصغر اتابک صدراعظم قاجار بر مزار عباس‌آقا تبریزی قاتل او با پوشش خبری گسترده‌ای از ناحیه رسانه‌های مستقل روبه‌رو گشت.
از جمله روزنامه حبل‌المتین هفتگی چاپ کلکته یک ویژه‌نامه هشت صفحه‌ای را به این مراسم اختصاص داد و نوشت: «عده جمعیت به یک‌صد هزار نفر تخمین زده شد. تمام انجمن‌ها و عموم شاگردان مدارس دسته دسته می‌آمدند، چادرها بر پا کرده چای و قهوه و سایر لوازم از همت وطن پرستان سبیل بود. دسته‌های سینه‌زن به ابیات جانگداز مترنم و رطب‌اللسان بودند.»
قصیده فخرالواعظین نیز که در این مراسم خوانده شد با استقبال زیادی همراه شد:
| گفت تاریخ عزایش را به زاری خاوری |  | کرد از شش لول احیا عالمی را آدمی |

نظام وفا نیز غزل زیبایی را از خاوری نقل می‌کند که به این موضوع اشاره دارد:
| چشم فتانش به ملک دل سر بیداد دارد   |  | این سیه‌دل چند در خونریزی استبداد دارد |
| می‌زند هردم فشنگ از غمزه ششلول مژگان |  | ترک من عباس آقا را مگر استاد دارد     |
| در بهارستان حسن وی نماز آرند دل‌ها   |  | مجلس شورا مگر در آن بنا بنیاد دارد    |

## انجمن سری آزادی‌خواهان
خاوری در ۱۳۱۷ قمری به توصیه یحیی کاشانی به انجمن سری آزادی‌خواهان پیوست. گروهی که در نهایت با تدابیر اتابک از هم پاشیده ماهیت آن افشاء و اعضای آن شناخته و به حبس و تبعید گرفتار شدند. البته فخرالواعظین به واسطه نرم‌دلی مظفرالدین شاه از مجازات سخت بخشوده و به کاشان تبعید شد در شب‌نامه‌ای که به اقامتگاه سلطان انداخته شد و به لو رفتن انجمن انجامید، علاوه بر مقاله‌ای تند و انتقادی از شیخ یحیی شعری از خاوری خطاب به اتابک نیز وجود داشت که در پایان آن می‌گفت:
| داس غیرت چو شود در کف ملت ظاهر |  | پاک از لوث وجود تو کند بستان را  |
| کاسه‌لیسی تو از روس ندارد ثمری  |  | کین سیه‌کاسه در آخر بکشد مهمان را |

## کتاب محمود و مواد مخدر
در روزگاری که وافور شب و روز در محافل انس و الفت با هزاران کرشمه و ناز لب بر لب پیر و جوان غنوده، دست به دست آنان با نرمش و نوازش گردش نموده، از کودکان خردسال تا پیران کهن‌سال را به آفت خود آلوده و نه‌تنها محبوب و مطلوب طبقات مرفه و ممتاز بلکه همدم هر فقیر و بی‌چیز و حتی مجلس افروز هر گدا و بینوا نیز بود.
و در دورانی که از ارباب ذوق و ادب تا حاکمان قدر قدرت بهر فرار از دشواری‌های زندگی خود را در دنیای بی‌انتهای رؤیاهای فریبنده نشئه تریاک افکنده، به افسانه‌های آثار معجزه‌آسای آن دل‌خوش کرده بودند. خاوری کاشانی با نگارش کتاب محمود؛ تنها اثری که در دوران حیات خویش منتشر ساخت، با آینده اندیشی کم‌نظیری خطرات این افیون بر سلامت جامعه را هشدار داد:
| آن کس که شود اسیر وافور |  | عقل از سر او یقین شو دور  |
| در علم اگر بود فلاطون   |  | ور هست به گنج و مال قارون |
| در حکمت اگر بود ارسطو   |  | در قدرت اگر بود هلاکو     |

خاوری این منظومه را در دوران تبعید خودخواسته‌اش در عراق نگاشت و اهمیت آن به‌قدری‌ست که دکتر چهرازی از اساتید دانشکده علوم پزشکی دانشگاه تهران و رئیس انجمن مبارزه با تریاک و الکل که چاپ دوم این کتاب را در ۱۳۲۵ منتشر کرده، در وصف آن می‌نویسد:
- «رساله لسان‌الاسلام خاوری از نظر علم اجتماع ملی می‌توان بهترین کتاب صدساله اخیر برای ملت ایران دانست».[۱۴]

مثنوی هزار و پانصد بیتی «زشت و زیبا» نیز دیگر اثری‌ست که (پس از مرگ) به‌طور مستقل از خاوری کاشانی منتشر شده و بخش مهمی از آن نیز به عواقب اعتیاد می‌پردازد.
و البته نبایست ناگفته گذاشت که خاوری در این موضوع نیز جانب انصاف را فرو نگذاشته و در غزلی زیبا محسنات تریاک را اینچنین می‌سراید:
| ما شه اقلیم فقر و مسند ما ای تخت     |  | سیخ ما شمشیر ما شیپور ما وافور ما |
| عیب وافور از چه گوئی چشم بگشا و ببین |  | نشئهٔ وافور را از دیدهٔ مخمور ما    |
| خاوری رسم وفاداری ز وافورت بجوی      |  | کو نگردد دور از ما تا کنار گور ما |

## روزنامه‌نگاری
خاوری علاوه بر همکاری با بسیاری از نشریات دوران مشروطه از جمله حبل‌المتین یومیه تهران و روزنامه مجلس، مدیر و سردبیر روزنامه هفتگی میزان (چاپ تهران) و سردبیر دوره سوم روزنامه ثریا (چاپ کاشان) نیز بود.